# Orbán György (zeneszerző)
Orbán György (Marosvásárhely, 1947. július 12. –) Kossuth-díjas és Erkel Ferenc-díjas zeneszerző.

## Pályafutása
1968-tól a kolozsvári zeneakadémián zeneszerzést Sigismund Toduțănál és Max Eisikovitsnál, Jagamas János irányítása alatt pedig zeneelméletet tanult. 1973-ban ugyanitt zeneelméletet és ellenpontot tanított. 1979 óta Magyarországon él. 
A Budapesti Zeneműkiadónál 1990-ig zenei szerkesztő volt, közben 1982 és 2009 között a Liszt Ferenc Zeneművészeti Főiskolán zeneelméletet és zeneszerzést tanított.
Életművéről Horváth Bálint írt monográfiát, a kötet 2023-ban jelent meg a BMC kiadásában.

## Művei

### Színpadi művek
- KZ oratórium melodráma – Pilinszky János alapján írta Iglódi István (négy színészre és vonósnégyesre), 1994
- Pikkó Hertzeg – kétfelvonásos opera (S, A, T, Bar, B és prózai színész, vonószenekar és 5 fúvósra)
- Bűvölet – egyfelvonásos opera (S, Ms, T, Bar, B + prózai színész, kórus)

### Szimfonikus zenekarra
- 2 Szerenád
- hegedűverseny

### Vonószenekarra
- Canons for poems of József Attila (szoprán szólóra és 9 hangszerre), 1978

### Kamaraegyüttesre
- Zongoraötös
- Fúvösötös
- 2 hegedű – zongora szonáta
- Brácsa–zongora szonáta, 1997
- Cselló – zongora szonáta
- Fagott – zongora szonáta
- Klarinét – zongora szonáta
- Oboa – zongora szonáta
- Vonósnégyese

### Művek szólóhangszerre
- Hymn/Anthem for Zymbalon, 1980
- Winter collection for Piano, 2000
- Salon d'automne pour Piano, 2000
- Szvit zongorára

### Művek énekhangra és vonószenekarra
- Ave Maria in E, 1989
- Benedictus, 2000
- Agnus Dei, 2000
- Cantico di Frate Sole, 1995

### Művek énekhangra és szólóhangszerre
Spanyol dalok
- 8 dal (2006)
  - 1. Lanthúr, ha szól (W.Sh., W.S.fordítása)
  - 2. Árok mellett… (W.S.)
  - 3. Suhogó jegenyék… (W. S.)
  - 4. Szerelem (népdal nyomán)
  - 5. Valaki hí (W.S.)
  - 6. Vajúdás (talált szöveg)
  - 7. Itt nyugszik W.S. (W.S.)
  - 8. Végedal (Altatódal – W.S.)
- Másik 8 dal (2007–2008)
  - 1. Nympha és Faun (W.S.)
  - 2. menyasszonykönny (erdélyi jiddis népdalszöveg nyomán)
  - 3. mondóasszony
  - 4. hűség (talált szöveg)
  - 5. L'ultima scordatura – Szőllősy András emlékére (Petrarca)
  - 6. Olga: reménytelen
  - 7. ahova' immár (erdélyi szász népdalszöveg nyomán)
  - 8. esthajnaltájt (virágének)
- Dalok József Attila verseire
- 8 dal Weöres Sándor verseire

### Kórusművek
- 126. zsoltár
- Ave maria
- Ave regina coelorum
- Ave verum
- Adeste fideles
- Ad nocturnum
- Audi voces
- Coelo rores
- Cor mundum
- Come away
- Daemon irrepit callidus
- De profundis
- Fülemüle, fülemüle…
- Gágogó (Weöres Sándor)
- Horae
- Juxta crucem
- Lanthúr ha szól (Shakespeare)
- Lauda Sion
- Levél az otthoniakhoz
- Liber scriptus
- Ludvércz
- Lux aeterna
- Madrigál
- Magyari dal
- Mint mellékdal (József Attila)
- Noli flere
- Virágének I-II.
- Nobis natus
- Nunc dimittis
- O gloriosa
- O, mistress mine (Shakespeare)
- Ó, Pán
- Regis regum ave
- Pange lingua
- Paprikajancsi szerenádja (Weöres Sándor)
- Prédikátor-ének
- Sanzonett
- Se nappalom se éjjelem
- Sirató
- Stabat Mater
- Szabad-e?
- Zsolozsma (Pilinszky János)
- Zsoltárváltozat
- Te lucis ante terminum
- Timor et tremor
- Veni creator spiritus
- Zsoltárváltozat

### Oratóriumok, oratorikus művek
- 13 zenekar- vagy orgonakíséretes misét írt.
- Requiem
- Passió magyar nyelven
- Stabat mater in D
- Rorate Coeli
- Te Deum

### Filmzenék
- A zsarnok szíve, avagy Boccaccio Magyarországon (rendező: Jancsó Miklós), 1981
- A részleg (rendező: Gothár Péter), 1994
- Haggyállógva Vászka (Lágermese) (rendező: Gothár Péter), 1995
- Magyar szépség (rendező: Gothár Péter), 2003

## Diszkográfia
- Flowers, Chants, Hymn, Plays and Games for Cimbalom – közreműködő LP, 1987
- Magyar kompozíciók zongorára (Hungarian Piano Music) Hungaroton – közreműködő, 1995
- Kórusművek Debrecennek (Vocal Works to Debrecen) magánkiadás – közreműködő, 1998
- Vajda János: Missa in A/ Orbán György: Missa Prima Hungaroton – közreműködő, 2000
- Dervistánc (Dervish Dance) BMC Records – közreműködő, 2002
- Szent és profán – kortárs magyar kórusantológia (Sacred & Profane – Hungarian Contemporary Choral Antology) Hungaroton – közreműködő, 2003
- Felvételek a Magyar Rádió archívumában.

## Díjak, elismerések
- Bartók–Pásztory-díj (1991)
- Erkel Ferenc-díj (2002)
- Artisjus-díj (2005)
- Kossuth-díj (2014)